# Asperula staliana
Asperula staliana  (лат.) — вид двудольных растений рода Ясменник (Asperula) семейства Мареновые (Rubiaceae). Впервые описан итальянско-хорватским ботаником Роберто де Визиани в 1850 году.
Выделяется до трёх подвидов растения — Asperula staliana subsp. arenaria, Asperula staliana subsp. diomedea и Asperula staliana subsp. issaea

## Распространение и среда обитания
Известен из Италии и Хорватии. Ареалы каждого из подвидов:
- Asperula staliana subsp. arenaria Korica — остров Бишево (Хорватия)
- Asperula staliana subsp. diomedea Korica, Lausi & Ehrend. — остров Сан-Никола (Изоле-Тремити, Италия)
- Asperula staliana subsp. issaea Korica — остров Вис (Хорватия)
- Asperula staliana subsp. staliana — остров Бишево (Хорватия)

Встречается на известняках, среди песков, иногда в полях.

## Ботаническое описание
Гемикриптофит либо хамефит.
Зеленовато-жёлтое растение.
Стеблевые листья с коротким черешком, с округлённой вершиной и клиновидным основанием. Листья в нижней части растения меньше.
Цветки без запаха; венчик цветка с длинной трубкой.
Зрелые плоды тёмно-коричневого цвета.
Число хромосом — 2n=40; тетраплоид.